# عقد 2020
| 2020 \| 2021 \| 2022 \| 2023 \| 2024 \| 2025 \| 2026 \| 2027 \| 2028 \| 2029 |

عقد 2020 بدأ في 1 يناير 2020 وسينتهي في 31 ديسمبر 2029. قبل نهاية هذا العقد، بلغ عدد سكان العالم 8 مليارات نسمة في 15 نوفمبر 2022

## أحداث

### 2020
- مقتل قاسم سليماني جنرال إيراني وقائد فيلق القدس.
- تفشي فيروس كورونا.
- المملكة المتحدة تنسحب من الاتحاد الأوروبي بعد 47 سنة من العُضويَّة.
- وفاة المواطن الأمريكي جورج فلوريد إثر ضغط الضابط على رقبتهِ لمدة سبع دقائق حتى وفاتهِ مما أدى إلى حصول فوضى عارمة في أمريكا من قبل الشعب.
- مقتل ما لا يقل عن عشرين جنديًّا هنديًّا خلال مناوشاتٍ على طول خط السيطرة الفعلية بين الصين والهند.

### 2022
- 8 سبتمبر 2022 – وفاة الملكة إليزابيث الثانية ملكة المملكة المتحدة وست عشرة دولة من دول الكومنولث، عن عمر ناهز 96 عامًا، وولي العهد تشارلز يخلفها ملكًا.
- 10 سبتمبر 2022 – تنصيب تشارلز الثالث ملكا لبريطانيا.
- استضافة قطر كأس العالم 2022.

### 2024
- 8 ديسمبر 2024 - تحرير العاصمة السورية دمشق بالكامل من قبل إدارة العمليات العسكرية ضمن عملية ردع العدوان, وسقوط نظام بشار الأسد الذي امتد 24 عامًا، و سقوط حكم آل الأسد لسوريا الذي امتد قرابة 54 عاماً.

### 2025
- 9 يناير - انتخاب قائد الجيش اللبناني العماد جوزيف عون رئيسًا للجمهورية اللبنانية بعد سنتين من شغور المنصب.

## رياضة
- 2022-  منتخب الأرجنتين لكرة القدم يفوز بكأس العالم للمرة الثالثة في تاريخه.
- 2022 -  منتخب السنغال لكرة القدم يحرز كأس الأمم الأفريقية للمرة الأولى.
- 2024 -  المنتخب الإسباني لكرة القدم يفوز بكأس أوروبا للامم.
- 2024 -  المنتخب الأرجنتيني لكرة القدم يفوز بكأس كأس كوبا أمريكا.
- حدث منتظر في عقد 2020 (استضافة الولايات المتحدة، كندا والمكسيك كأس العالم 2026.)

## وفيات
- 2020

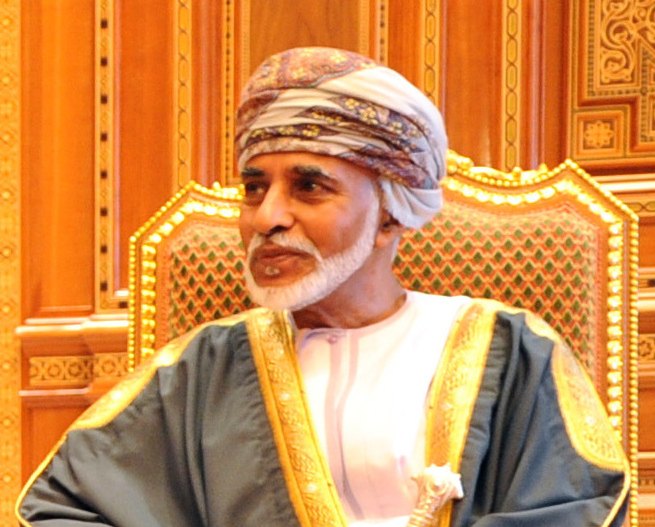
2020 وفاة السلطان قابوس بن سعيد

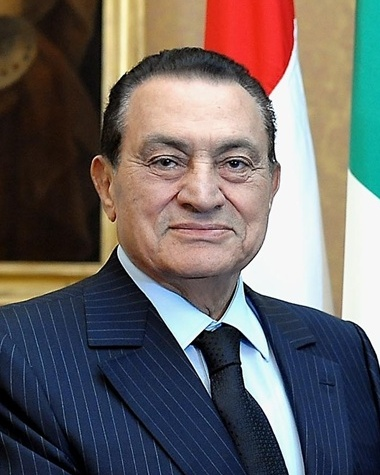
2020 وفاة الرئيس محمد حسني مبارك

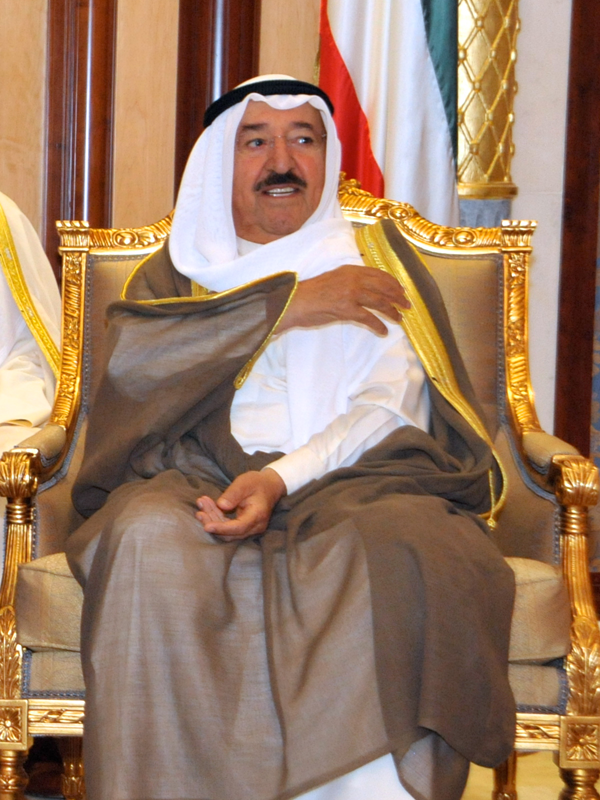
2020 وفاة الأمير صباح الأحمد الجابر الصباح

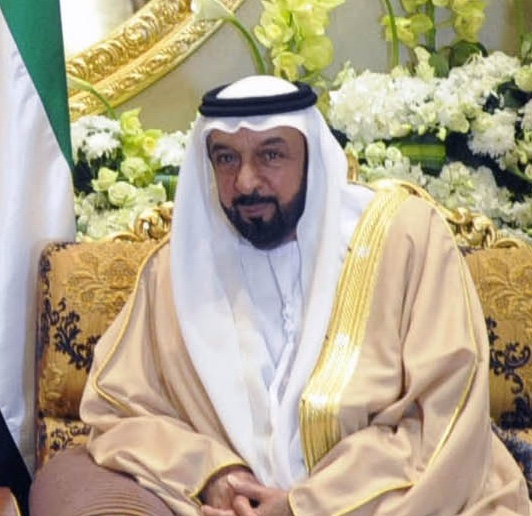
الشيخ خليفة بن زايد آل نهيان

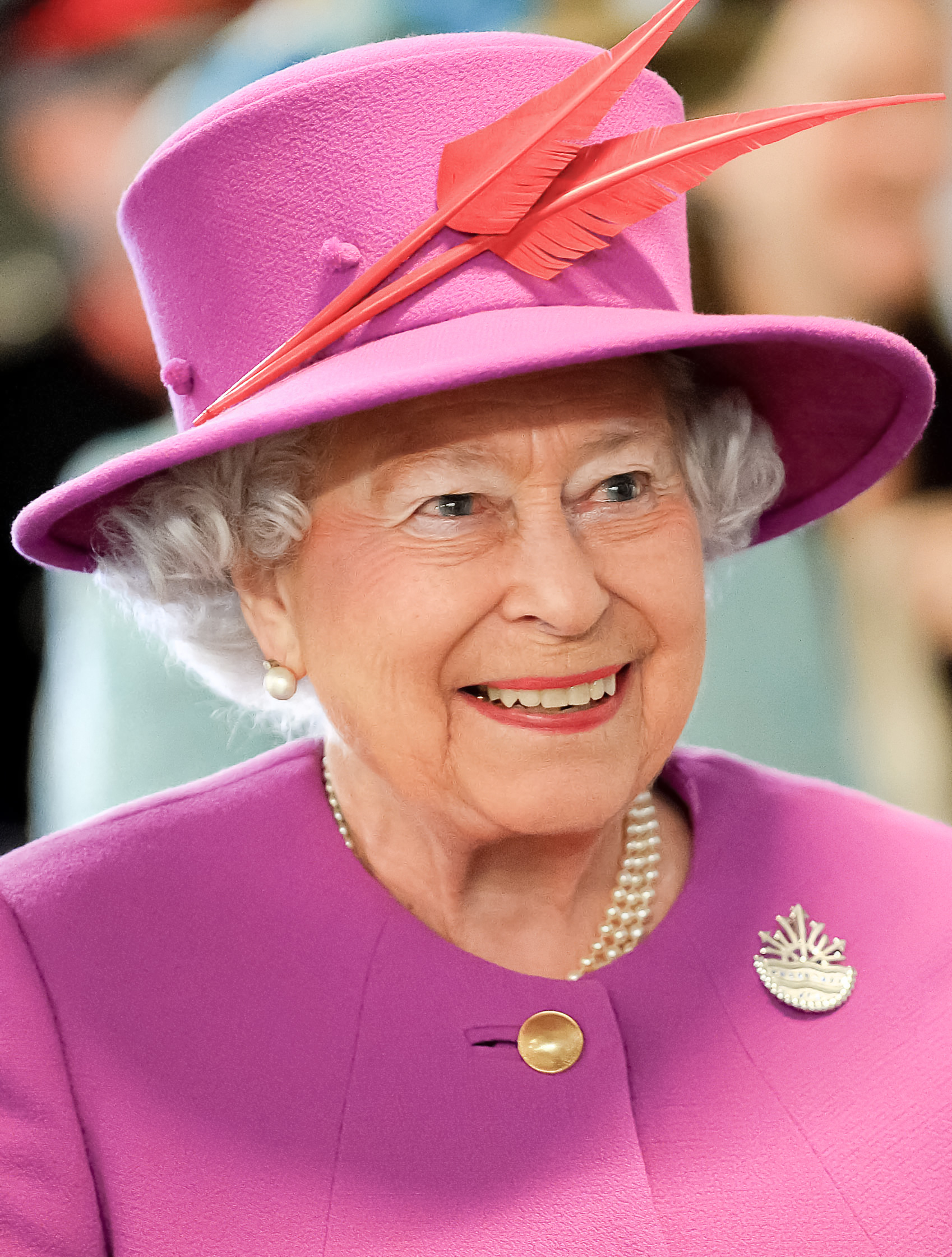
الملكة إليزابيث الثانية

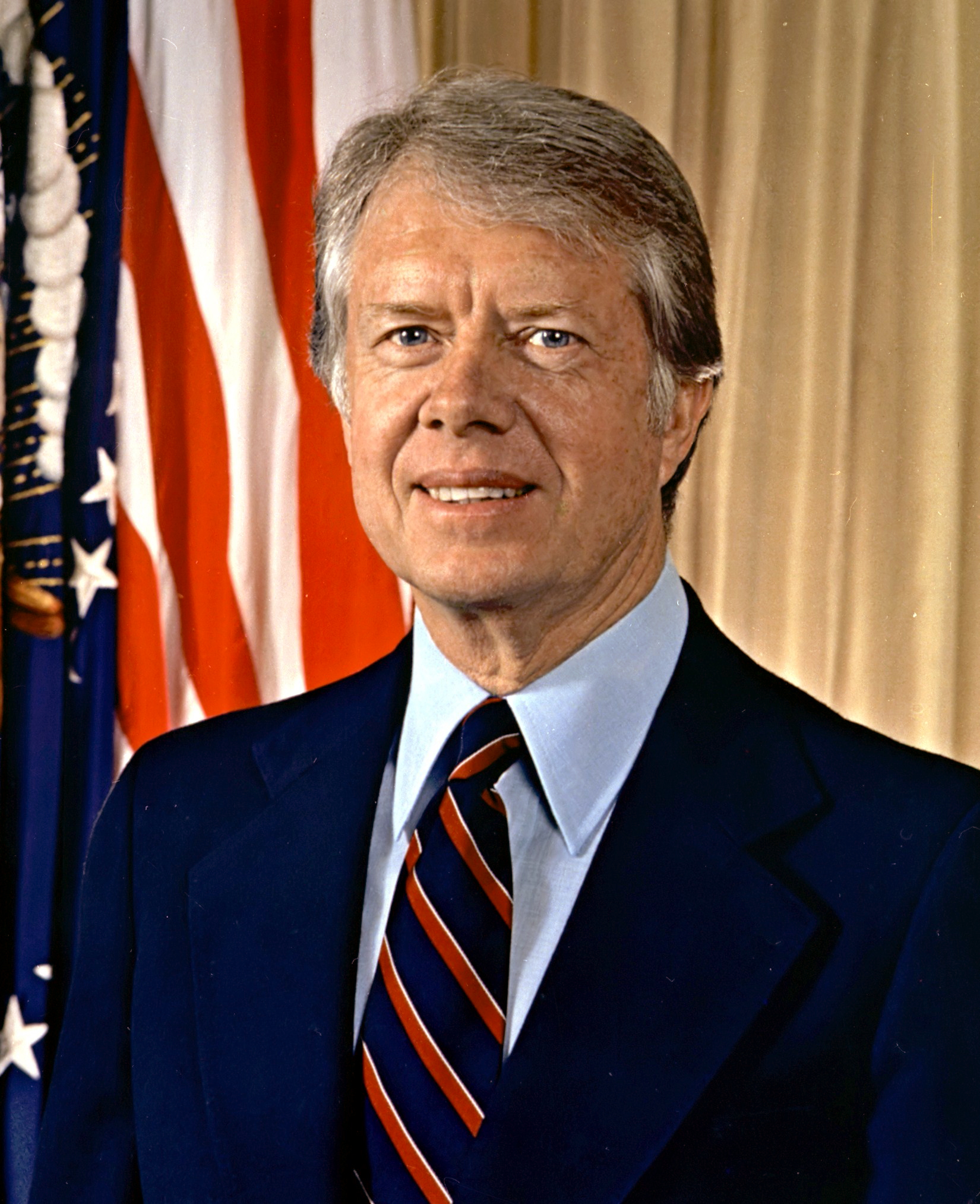
جيمي كارتر

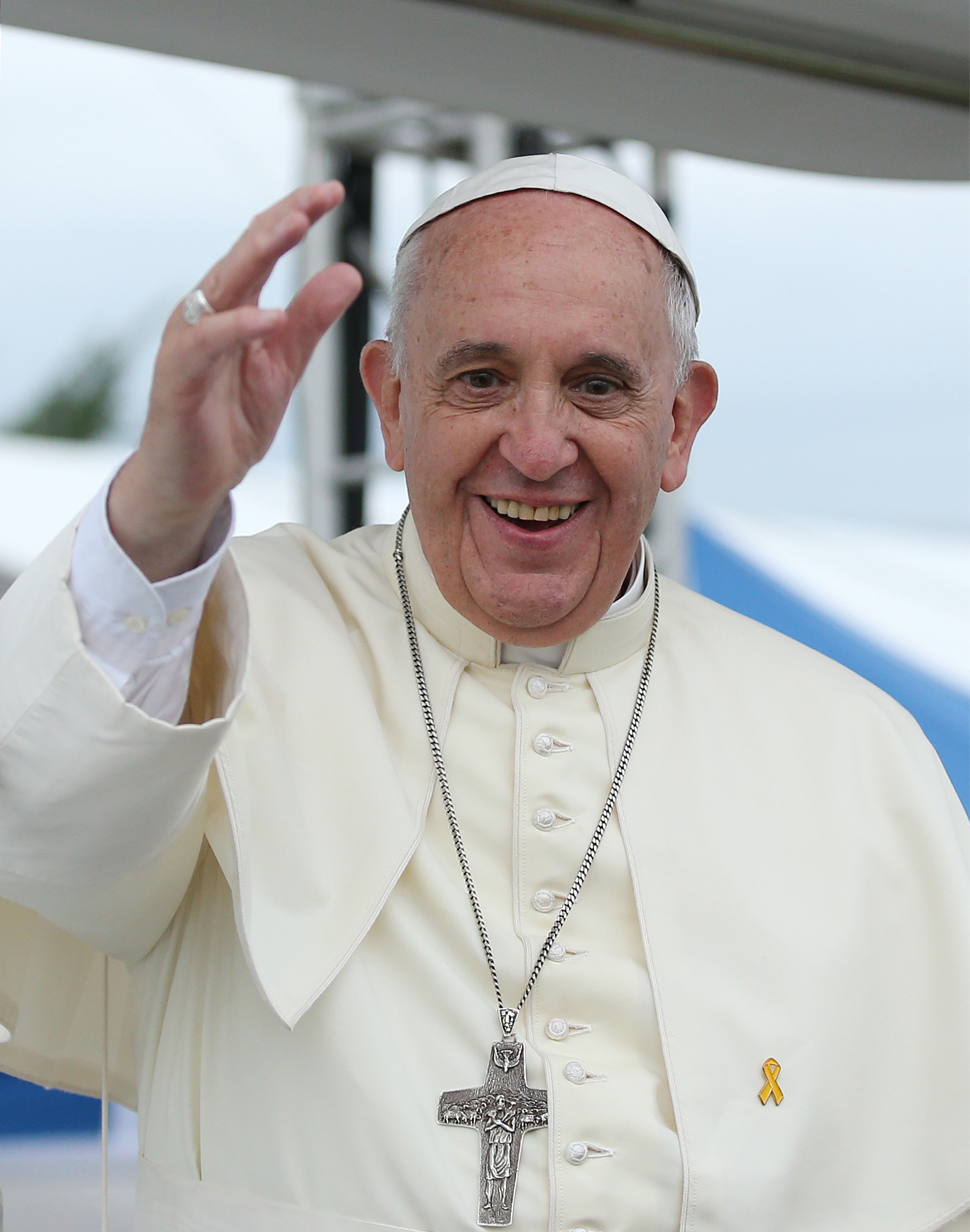
البابا فرنسيس

- -  - مقتل قاسم سليماني جنرال إيراني وقائد فيلق القدس.
  -  - وفاة قابوس بن سعيد سلطان سلطنة عُمان التاسع.
  -  - وفاة محمد حسني مبارك، الرئيس الرابع لجمهورية مصر العربية.
  -  - وفاة صباح الأحمد الجابر الصباح، أمير الكويت الخامس عشر.
  -  - وفاة عبد الحليم خدام سياسي سوري بارز.
  -  - وفاة حسن حسني.
  -  - وفاة رجاء الجداوي.
  -  - وفاة شويكار.
  -  - وفاة ماجدة.
  -  - وفاة نادية لطفي.
  -  - وفاة عصام العريان.
  -  - وفاة عبد الله الحامد.
- 2021
  -  - وفاة محمد تقي مصباح اليزدي فيلسوف وسياسي وعالم شيعي إيراني.
  -  - وفاة فيليب دوق إدنبرة زوج الملكة إليزابيث الثانية.
  -  - وفاة حسب الله الكفراوي سياسي مصري ووزير أسبق للإسكان.
  -  - وفاة محمد سعيد الحكيم مرجع شيعي عراقي.
  -  - محمد علي الصابوني عالم مسلم سوري بارز.
  -  - وفاة سمير غانم.
  -  - وفاة دلال عبد العزيز.
  -  - وفاة عزت العلايلي.
  -  - وفاة يوسف شعبان.
  -  - وفاة احلام الجريتلي.
  -  - وفاة هادي الجيار.
  -  - وفاة منى بدر.
  -  - وفاة كمال الجنزوري.
  -  - وفاة ميشال المر.
  -  - وفاة عبد الخالق الغانم.
- 2022
  -  - وفاة الشيخ لطف الله الصافي الكلبايكاني مرجع شيعي إيراني.
  -  - وفاة الشيخ خليفة بن زايد آل نهيان رئيس دولة الإمارات العربية المتحدة.
  -  - وفاة الملكة إليزابيث الثانية ملكة المملكة المتحدة وست عشرة دولة من دول الكومنولث.
  -  وفاة الشيخ يوسف القرضاوي عالم مسلم مصري قطري.
  -  وفاة الشريف علي بن الحسين الهاشمي أمير عراقي هاشمي بارز.
  -  - وفاة سمير صبري.
  -  - وفاة رجاء حسين.
  -  - وفاة جلال الشرقاوي.
  -  وفاة زكي فطين عبد الوهاب.
  -  وفاة أحمد حلاوة.
  -  وفاة مها أبو عوف.
  -  وفاة فاطمة مظهر.
  -  وفاة ناصر وردياني.
  -  وفاة كمال عيد.
  -  وفاة هشام سليم.
  -  وفاة أنطوانيت نجيب.
  -  وفاة بسام لطفي.
- 2023
  -  وفاة هنري كيسنجر.
  -  وفاة سعد الدين إبراهيم.
  -  وفاة الأمير نواف الأحمد الجابر الصباح.
  -  وفاة سيلفيو برلسكوني.
- 2024
  -  مقتل إبراهيم رئيسي.
  -  مقتل إسماعيل هنية.
  -  مقتل حسن نصر الله.
  -  مقتل صالح العاروري.
  -  وفاة صلاح السعدني.
  -  وفاة عبد المجيد الزنداني.
  -  وفاة عصام العطار.
  -  وفاة فاروق القدومي.
  -  وفاة سليم الحص.
  -  وفاة نبيل العربي.
  -  وفاة إلياس خوري.
  -  وفاة أحمد فتحي سرور.
  -  وفاة محمد بن سعيد أيت إيدر.
  -  وفاة أليكسي نافالني.
  -  وفاة عباس الجراري.
  -  وفاة عصام الشماع.
  -  وفاة أو جيه سيمبسون.
  -  وفاة شيرين سيف النصر.
  -  مقتل يحيى السنوار.
  -  وفاة فتح الله كولن.
  -  وفاة حسن يوسف (ممثل).
  -  وفاة مصطفى فهمي (ممثل).
  -  وفاة نبيل الحلفاوي.
  -  وفاة هشام يانس.
  -  وفاة جيمي كارتر.
  -  وفاة جمشيد بن عبد الله.
- 2025
  -  وفاة البابا فرنسيس بابا الفاتيكان.